# Branding

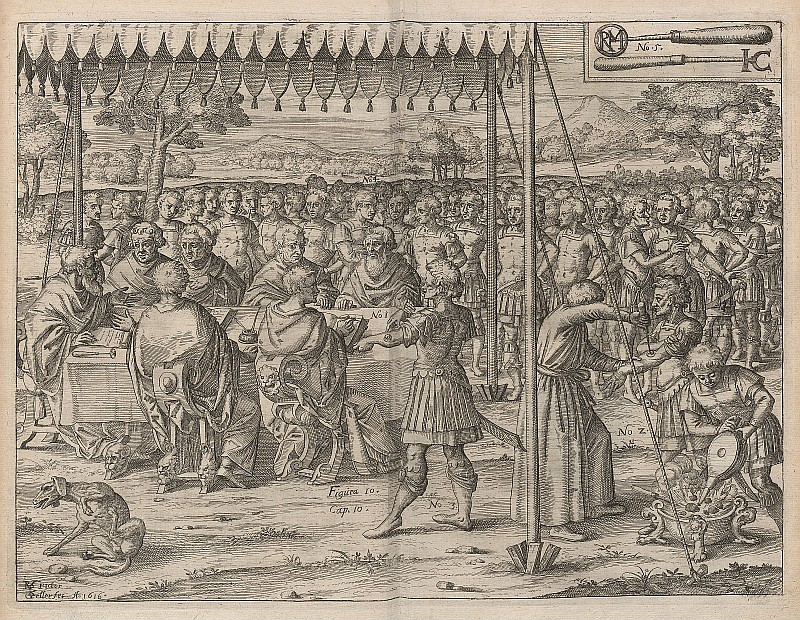
Označování příslušníků vojenské jednotky rozpáleným železem; Německo, mědirytina z roku 1616

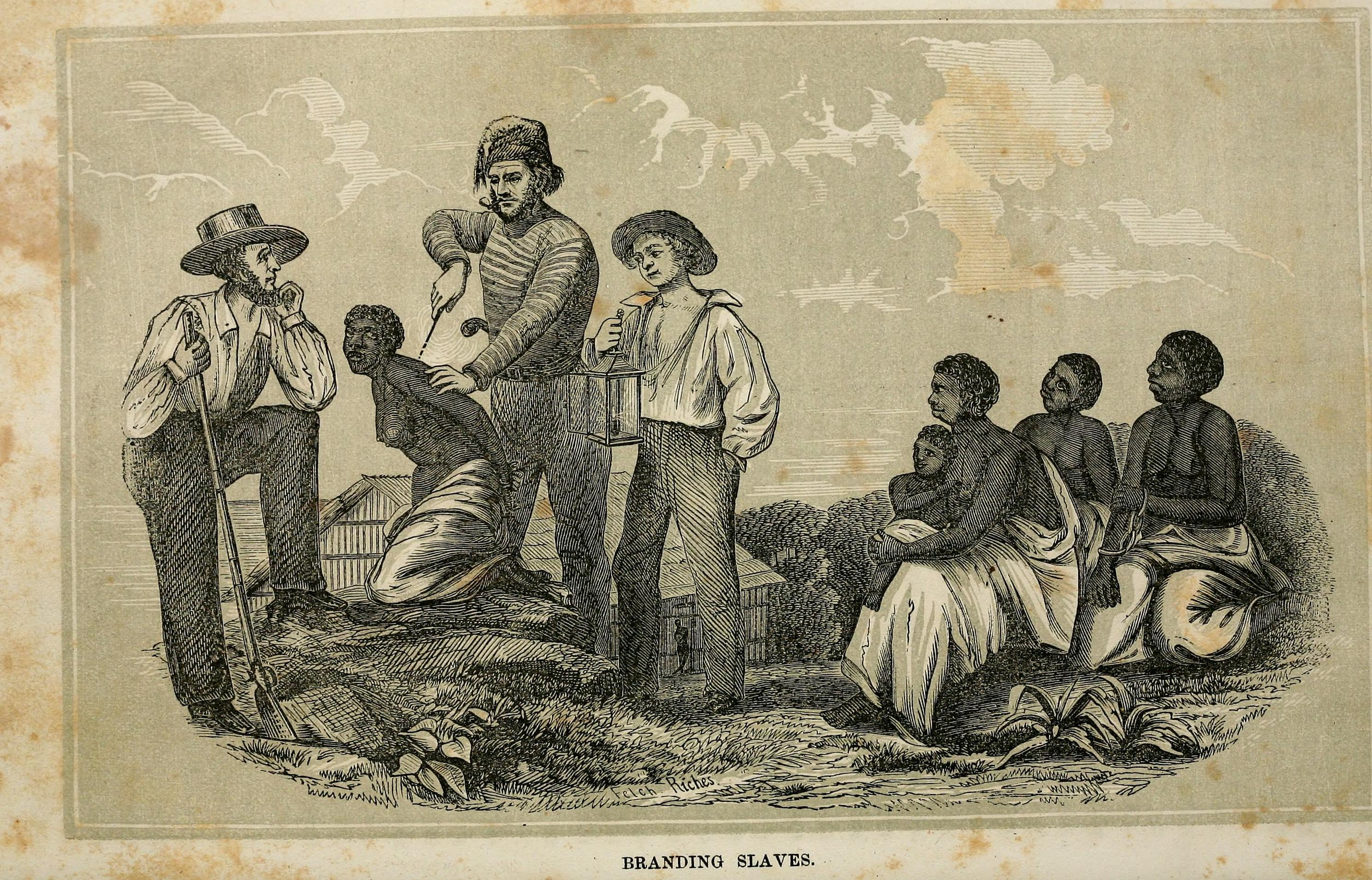
Cejchování afrických otroků na trhu ve Spojených státech; litografie William Blake, 1860

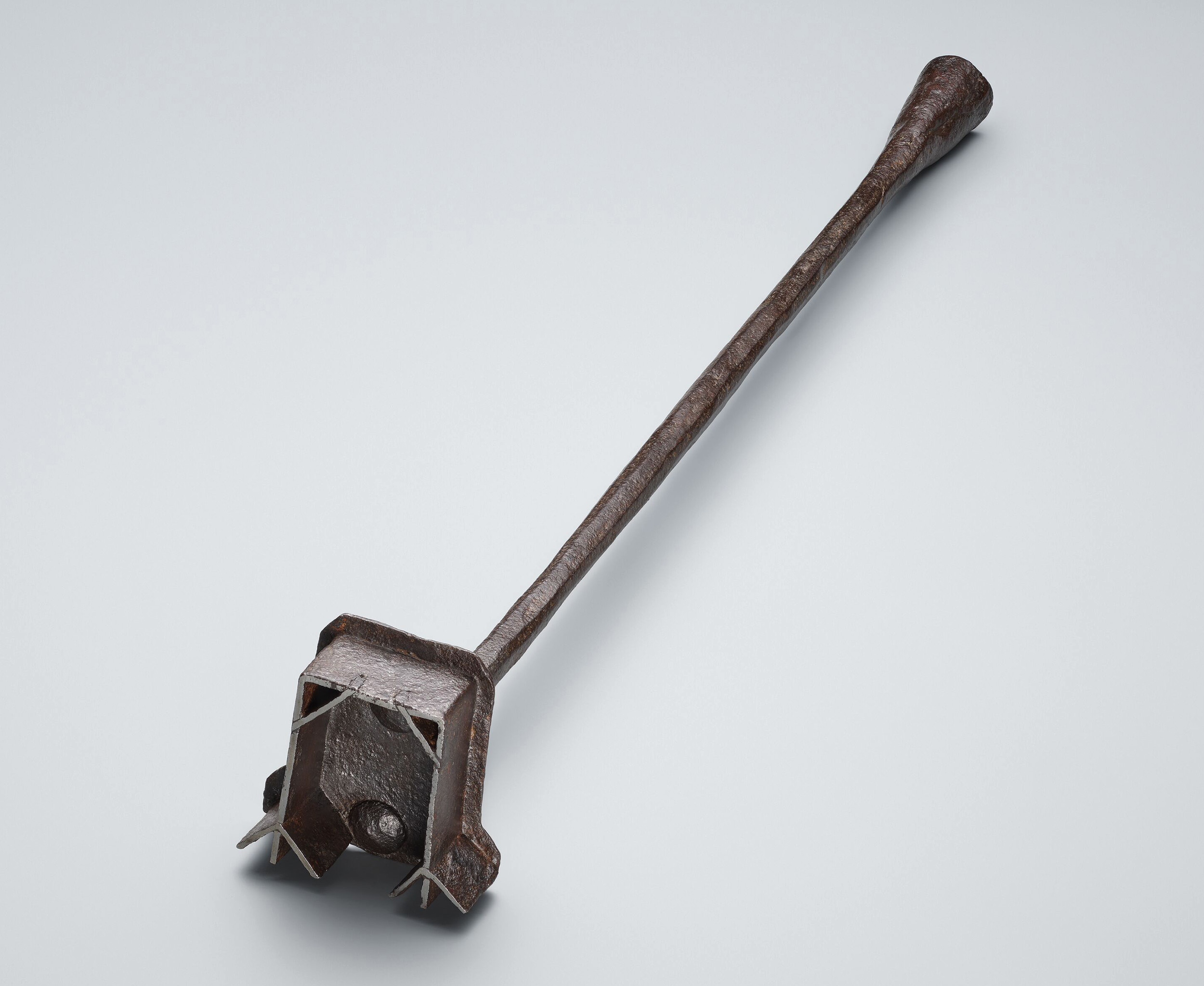
Cejchovací železo s cejchem pro zločince odsouzeného k smrti, 18. století; Focke Museum Brémy

Branding je záměrné pálení malých ploch kůže lidského těla rozpáleným železem nebo žíravinou, zjizvení, které se řadí mezi způsoby tetování, skarifikace.

## Historie
V minulosti bylo vypalování do kůže hojně používáno, počínaje starověkou Evropou. Různými symboly, čísly a písmeny byli  označováni příslušníci vojenských jednotek (zpravidla na předloktí a často číslem jednotky), afroameričtí otroci (na rameni nebo na zádech) nebo zločinci, u kterých se zákrok označoval jako "vypálení cejchu" a byl umístěn na čele, na prsou nebo na rameni. Cejch mohl mít znak odsouzení k smrti s podmínkou - zločinec byl s cejchem propuštěn a verdikt byl vykonán v případě, že byl znovu chycen.
U primitivních kmenů v Africe a v Tichomoří měl branding rituální i estetický účel jako dnes, s tím rozdílem, že v současnosti je zákrok podstupován pouze dobrovolně a převážně za účelem zkrášlení, rituálu, skupinové či stavovské příslušnosti. 
Stále ovšem zůstává malá skupina psyvhiatrických pacientů, kteří se k brandingu uchylují jako k jenomu ze způsobů sebepoškozování.

## Postup
Branding nabízejí a provádějí tetovací centra. Celkové hojení popáleniny (většinou druhého stupně) zabere asi 6 měsíců, někdy kratčeji, jde o individuální proces. V první fázi hojení vypadají rány děsivě a mohou vyvolávat velkou bolest, obzvláště když jsou umístěny v ohybech kůže. Zhruba po 1–2 měsících mají jizvy jasně červenou barvu a začínají světlat, až získají o něco světlejší odstín než kůže.
Existují dva myšlenkové proudy, co se týče hojení rány. Mnoho umělců se domnívá, že nejlepší metodou pro zahojení je nechat tělo, aby si s ranami poradilo samo. Nevýhodou je riziko, že se jizva po vyléčení nevyvýší a bude nevýrazná. Oponenti přirozeného hojení mají za to, že by se rána měla dráždit – sloupávat strupy, drhnout kartáčkem – čímž by se ve finále zvýraznila.

## Techniky

### Strike branding (Značkování ražbou, tiskem)
Toto je v podstatě stejný proces užívaný pro označování dobytka. Zahřeje se kus kovu, který se následně přitiskne ke kůži na místo určené pro značku. Značka se obvykle dělá po částech než v celku, např. písmeno „Y“ by se skládalo ze tří linek, namísto jednotlivého znaku „Y“.

### Cautery branding (Kauterizace)
Méně běžná forma značkování, která užívá nástroj podobný kauteru k tomu, aby způsobil spáleniny.

### Laser branding (Značkování laserem)
Odborný výraz pro „laser branding“ je „electrocautery branding“ (elektrokaustika). Elektrokaustický stroj vypadá spíš jak obloukový svářeč, než laser užívaný ve zdravotnictví, ačkoli ten je možné také užívat. Při vypalování se dostávají jiskry na kůži a následně se z ní vypařují. Výhodou je přesná regulace hloubky povrchu a množství popálení kůže.

### Cold branding (Chladné značkování)
Tato vzácná metoda skarifikace je totožná se Strike branding, kromě toho, že se pracuje s chladnou čepelí. Umožňuje opětovný růst vlasů, či chlupů. Nevytváří se keloid (nebo též cheloid).

## Rizika
Jak už je zvykem, i u skarifikace hrozí riziko zánětů. Proto musí být všechny nástroje a místnost, kde je prováděna, sterilizované. Proces hojení je složitý a zdlouhavý a tak by se měl pravidelně navštěvovat odborník, aby se tak předešlo případným problémům. Hojení je totiž individuální a tak se rady umělce mohou lišit od člověka k člověku. Za riziko lze opět považovat nezdárný výsledek – jizva se ne vždy povede tak, jak by měla. Stává se to často u lidí s příliš světlou kůží, kdy na rozdíl od tmavého odstínu, kde skarifikace vyniká lépe než tetování, jizva zanikne.

## Obrázky

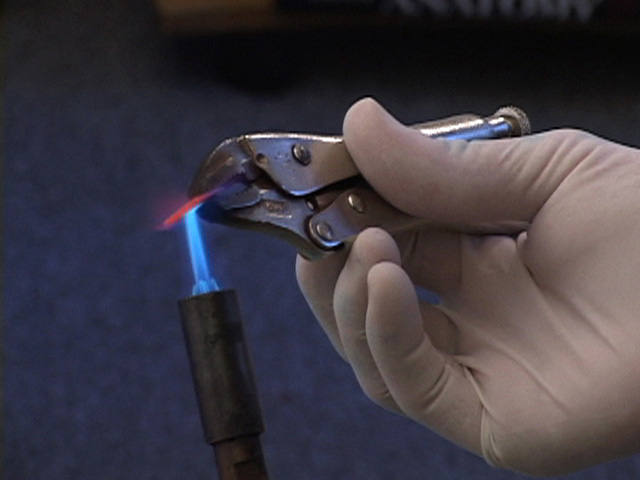
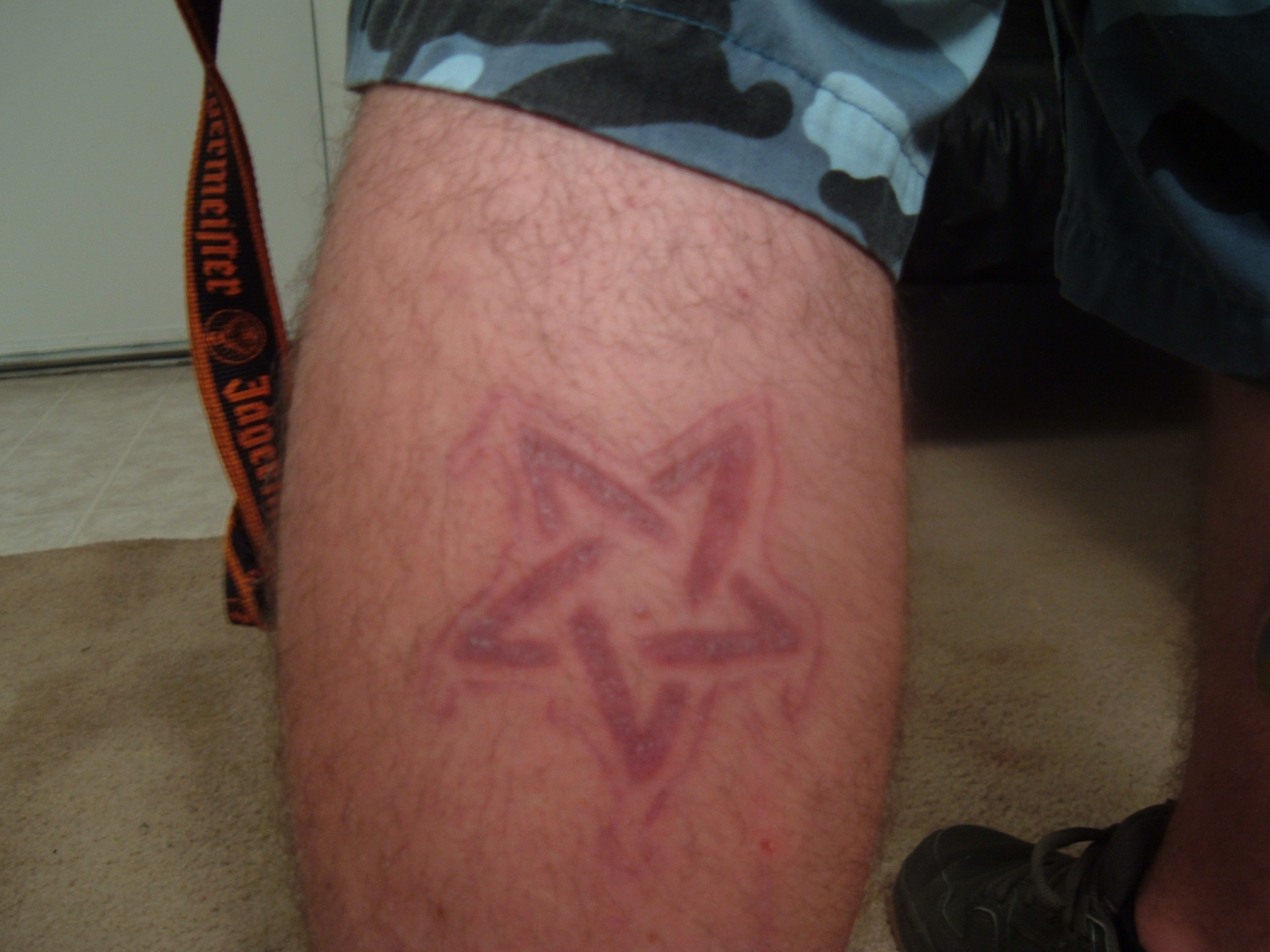
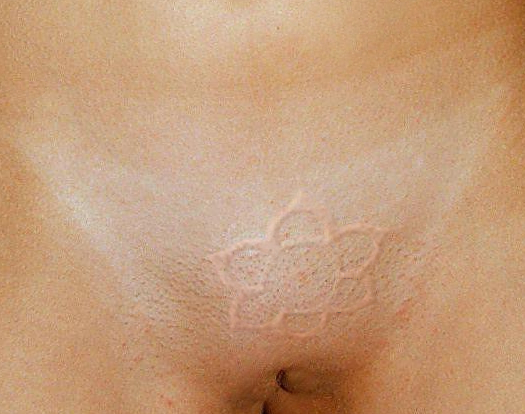
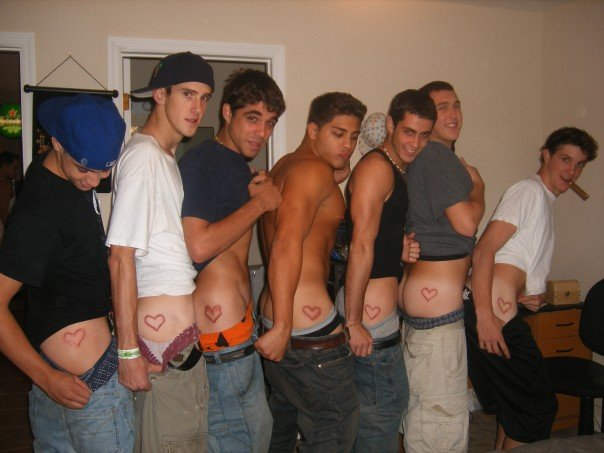